# Gare de Luang Prabang
La gare de Luang Prabang (en lao : ສະຖານີ ຫຼວງພະບາງ / Sathani Ruangphabang) est une gare ferroviaire située à Luang Prabang. Mise en service le 3 décembre 2021, elle fait partie de la ligne ferroviaire Boten - Vientiane. Elle est la deuxième plus grande gare du Laos, après celle de Vientiane

## Situation ferroviaire
La gare de Luang Prabang est la cinquième station sur la ligne ferroviaire Boten - Vientiane en partant de Vientiane, qui rejoint la ville frontalière de Boten.

## Histoire
La construction se termine en août. Luang Prabang est officiellement inaugurée le 10 novembre 2021. La ligne est mise en service le 3 décembre.

## Service des voyageurs

### Accueil

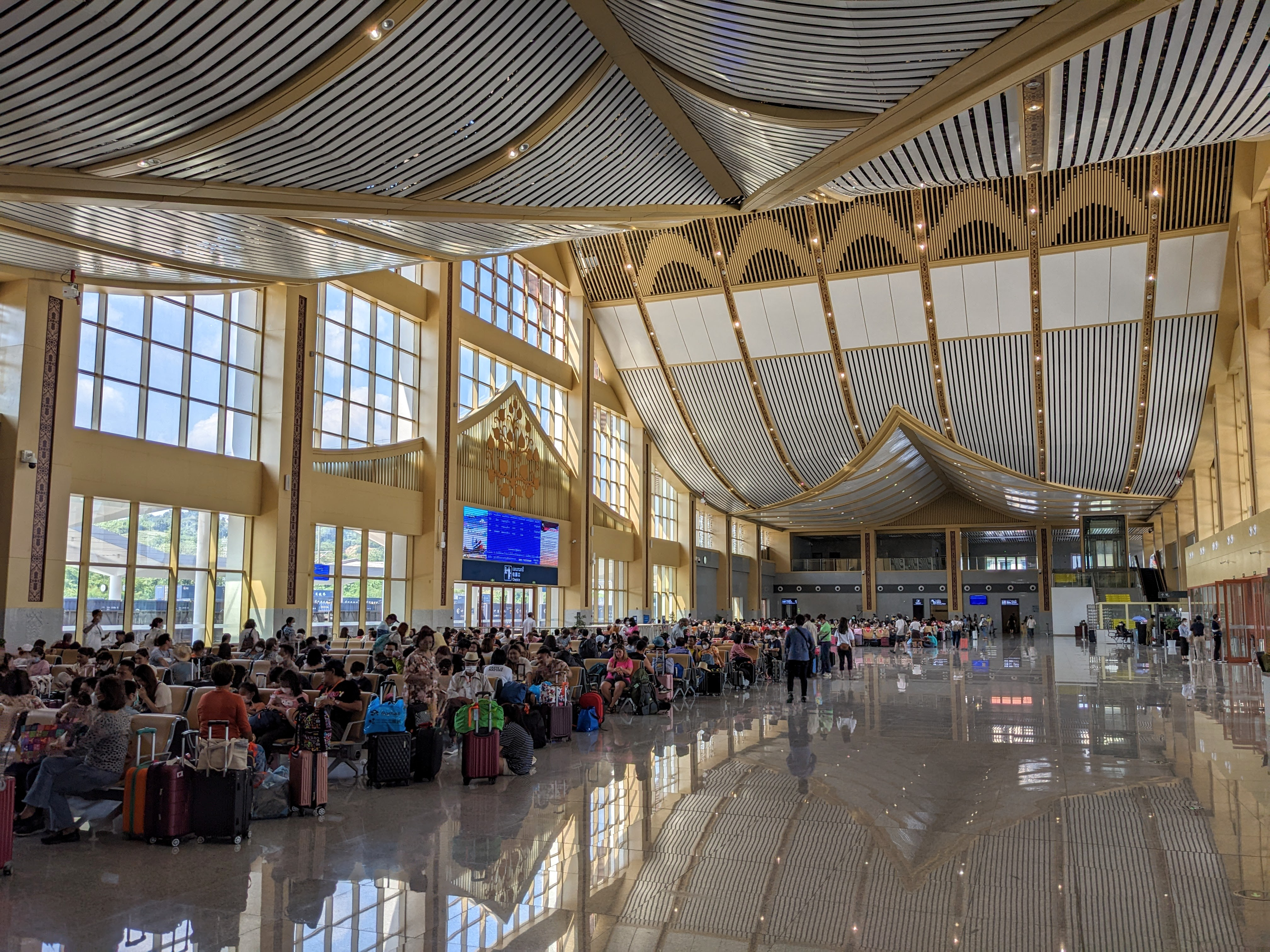
Vue de l'intérieur du bâtiment voyageurs.

La gare, d'une superficie de 7 970 mètres carrés peut accueillir jusqu'à 1 200 voyageurs. Le toît est en acier. L'architecture suit celle du temple Vat Xieng Thong à Luang Prabang et incorpore des éléments locaux comme la peinture murale bouddhiste, les montagnes, ainsi que le lotus du palais royal.

### Desserte

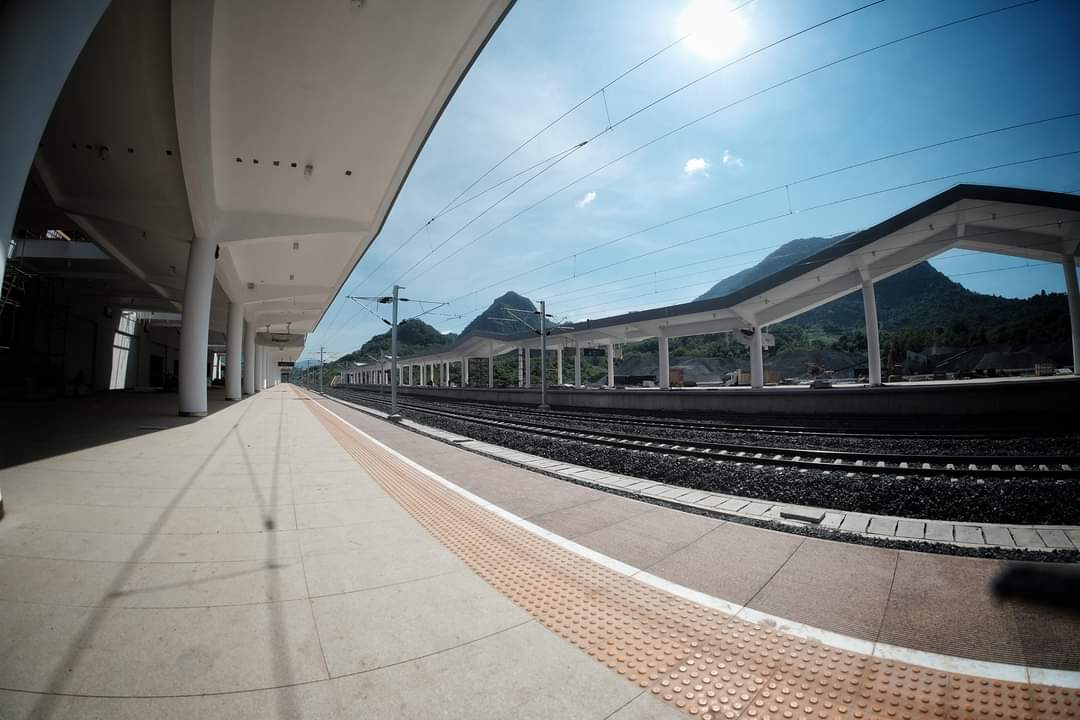
Quais de la gare.

La gare de Luang Prabang a deux quais servant quatre voies.